# L'Amic del Poble
L'Amic del Poble, o originalment L'Amich del Poble, fou el setmanari portaveu de la "Joventut Carlista Manresana".
El primer número es publicà el 29 d'agost de 1905 i es va seguir publicant setmanalment fins al 31 d'octubre de 1908 (o fins al febrer de 1909) quan se suspengué temporalment per tal d'introduir millores en el setmanari. Després d'una pausa de 5 anys, es reprèn la seva publicació el 27 de febrer de 1913 fins a la seva desaparició el 28 de novembre de 1919.
El seu redactor en cap fou Antoni Roca i Fàbregas durant la primera època (1905-1908) i Pere Ausió i Rovira durant la segona època (1913-1919).
El seu successor fou el setmanari Seny, que aparegué per primer cop el 23 de juliol de 1921.